# Circoniscus incisus
Circoniscus incisus là một loài chân đều trong họ Scleropactidae. Loài này được Souza & Lemos de Castro miêu tả khoa học năm 1991.